# Maneater
Maneater är en låt från 2006 av Nelly Furtado och var hennes första singel i Europa, Asien och Latinamerika från albumet Loose. Sången är skriven av Furtado, Timothy "Timbaland" Mosley, Jim Beanz and Nate "Danja" Hills. Singeln blev en hit och nådde förstaplatsen på singellistan i Storbritannien och Polen samt topp tio i många länder. Låten förekommer i TV-spelet Just Dance 4 som spelbar låt.
Liknande låt, kallad Maneater också, var gjord av Hall & Oates. 